# Tiszrin (Hama)
Tiszrin (arab. تشرين) – wieś w Syrii, w muhafazie Hama. W 2004 roku liczyła 392 mieszkańców.